# Langouvárdos (Filiatrá, Messénie)
Ne doit pas être confondu avec Langoúvardos (Gargaliáni, Messénie).
Langouvárdos, en grec moderne : Λαγκούβαρδος, est un village du dème de Triphylie, district régional de Messénie, en Grèce.
Selon le recensement de 2011, la population du village s'élève à 59 habitants.